# 1KA
1KA je odprtokodna aplikacija za izvajanje spletnega anketiranja. Aplikacija 1KA omogoča oblikovanje anketnih vprašalnikov, izvedbo spletne ankete in analizo podatkov. S funkcionalnostmi, ki jih omogoča, pripomore k procesu družboslovnega raziskovanja. Razvita je bila na Centru za družboslovno informatiko Fakultete za družbene vede Univerze v Ljubljani. Aplikacija je za namen izdelave spletnih anket pod določenimi pogoji na voljo neomejeno in brezplačno.

## Osnovne značilnosti
1KA je odprtokodna aplikacija, ki jo je možno uporabljati na matični namestitvi ali na katerem koli drugem strežniku. Omogoča API-povezovanje z drugimi programi. Uporabnikom ponuja izdelavo, obdelavo in analizo spletnih anket. Podatki se shranjujejo z načinom Saas, shranjeni pa so na računalnikih Centra za družboslovno informatiko. Za uporabo programja znanje programiranja ni potrebno. Rezultati anket se lahko izpišejo v različnih datotečnih formatih (.pdf in.rtf) Omogoča zbiranje in analiziranje podatkov ter parapodatkov.

## GDPR
1KA sledi protokolom in predpisom o varstvu osebnih podatkov Splošne uredbe o varstvu podatkov (GDPR). Respondenti, ki odgovarjajo na anketo ustvarjeno v aplikaciji 1KA imajo v skladu z uredbo GDPR pravico do izbrisa, vpogleda, popravka, prenosa, omejitve obdelave ali preklica privolitve, za obdelavo osebnih podatkov iz izpolnjene ankete.